# Marne Patterson
Marne Patterson, właśc. Marnette Patterson (ur. 26 kwietnia 1980 w Los Angeles) – amerykańska aktorka, występowała w roli Nicole Farrell w serialu Something So Right. Wystąpiła m.in. w filmach Obóz marzeń (1994), Who’s Your Daddy? (2003), Pope Dreams (2005) i W siódmym niebie (2005). Wystąpiła również w VIII sezonie serialu "Charmed" jako Christy Jenkins oraz gościnnie w serialu "Dr House" jako Ashley (dziewczyna przyjaciela Wilsona).